# Diocesi di Mbinga
La diocesi di Mbinga (in latino Dioecesis Mbingaënsis) è una sede della Chiesa cattolica in Tanzania suffraganea dell'arcidiocesi di Songea. Nel 2021 contava 474.250 battezzati su 555.131 abitanti. È retta dal vescovo John Chrisostom Ndimbo.

## Territorio
La diocesi comprende il distretto di Mbinga nella regione del Ruvuma in Tanzania.
Sede vescovile è la città di Mbinga, dove si trova la cattedrale di San Kilian.
Il territorio è suddiviso in 37 parrocchie.

## Storia
La diocesi è stata eretta il 22 dicembre 1986 con la bolla Id proprium di papa Giovanni Paolo II, ricavandone il territorio dalla diocesi di Songea. Originariamente era suffraganea dell'arcidiocesi di Dar-es-Salaam.
Il 18 novembre 1987 è entrata a far parte della provincia ecclesiastica dell'arcidiocesi di Songea.

## Cronotassi dei vescovi
Si omettono i periodi di sede vacante non superiori ai 2 anni o non storicamente accertati.
- Emmanuel Alex Mapunda † (22 dicembre 1986 - 12 marzo 2011 ritirato)
- John Chrisostom Ndimbo, dal 12 marzo 2011

## Statistiche
La diocesi nel 2021 su una popolazione di 555.131 persone contava 474.250 battezzati, corrispondenti all'85,4% del totale.
| anno | popolazione | popolazione | popolazione | presbiteri | presbiteri | presbiteri | presbiteri                | diaconi | religiosi | religiosi | parrocchie |
| anno | battezzati  | totale      | %           | numero     | secolari   | regolari   | battezzati per presbitero | diaconi | uomini    | donne     | parrocchie |
| ---- | ----------- | ----------- | ----------- | ---------- | ---------- | ---------- | ------------------------- | ------- | --------- | --------- | ---------- |
| 1990 | 215.511     | 253.000     | 85,2        | 56         | 46         | 10         | 3.848                     |         | 10        | 86        | 19         |
| 1999 | 289.355     | 395.408     | 73,2        | 64         | 57         | 7          | 4.521                     |         | 10        | 165       | 21         |
| 2000 | 297.976     | 407.271     | 73,2        | 61         | 55         | 6          | 4.884                     |         | 8         | 183       | 22         |
| 2001 | 315.011     | 423.561     | 74,4        | 61         | 55         | 6          | 5.164                     |         | 8         | 192       | 22         |
| 2002 | 332.429     | 437.767     | 75,9        | 58         | 53         | 5          | 5.731                     |         | 7         | 223       | 22         |
| 2003 | 338.556     | 452.812     | 74,8        | 64         | 58         | 6          | 5.289                     |         | 8         | 200       | 23         |
| 2004 | 346.712     | 461.579     | 75,1        | 65         | 59         | 6          | 5.334                     |         | 8         | 208       | 24         |
| 2013 | 506.220     | 606.905     | 83,4        | 60         | 53         | 7          | 8.437                     |         | 7         | 237       | 27         |
| 2016 | 441.211     | 532.834     | 82,8        | 63         | 56         | 7          | 7.003                     |         | 8         | 237       | 32         |
| 2019 | 511.486     | 601.748     | 85,0        | 59         | 54         | 5          | 8.669                     |         | 6         | 259       | 34         |
| 2021 | 474.250     | 555.131     | 85,4        | 63         | 55         | 8          | 7.527                     |         | 10        | 313       | 37         |